# Contrato de vassalagem
A cerimônia de vassalagem (português brasileiro) ou contrato de vassalagem (português europeu) era uma cerimônia em que o vassalo (o que faz o juramento) prestava homenagem ao suserano (ou senhor).
O suserano é o doador de terras, e o vassalo, o que recebe parte do feudo(terra).
O vassalo, ajoelhado, colocava as suas mãos entre as mãos do senhor e jurava-lhe fidelidade.O vassalo também devia ao senhor feudal,ou suserano,serviço militar e 50% de sua colheita,ou seja,parte do que o servo plantava era para o senhor feudal.
O senhor feudal também tinha um juramento com seu servo,lhe prometia proteção e claro,lhe concedia a terra.
O notário registrava toda a cerimônia em um papel e sobre a bíblia o vassalo punha as mãos e fazia todo o juramento.Assim,se viesse a não cumprir suas promessas,testemunhas e o registro da cerimônia tornavam verdadeiro o fato do vassalo merecer seu castigo.